# Cassaigne
Cassaigne település Franciaországban, Gers megyében. Lakosainak száma 227 fő (2022. január 1.). Cassaigne Condom, Larressingle, Mouchan és Valence-sur-Baïse községekkel határos.

## Népesség
A település népességének változása:
| Lakosok száma | 202  | 169  | 201  | 190  | 226  | 222  | 221  | 228  | 232  | 227  |
|               | 1968 | 1982 | 1990 | 2006 | 2013 | 2015 | 2017 | 2019 | 2020 | 2022 |